# جامعه‌شناسی سیاست
جامعه‌شناسی سیاست (به انگلیسی: Policy sociology) اصطلاحی است که توسط مایکل بوراووی (زاده ۱۵ ژوئن ۱۹۴۷) به منظور ارائه راه حلی برای مسایل اجتماعی مطرح شده‌است.

## هدف
اهداف معمولاً توسط مشتری تعیین می‌شوند که می‌تواند دولت باشد. جامعه‌شناسی سیاست، دانش ابزاری را ارائه می‌دهد یعنی دانشی که می‌تواند برای حل یا کمک به یک مورد خاص در جهان اجتماعی استفاده شود. به گفته بوراووی، اطلاعات گردآوری شده از جامعه‌شناسی سیاست برای مخاطبان خارج از دانشگاه، آزاد است و محدود به مرزهای علمی نیست. یافته‌های پژوهش‌های جامعه‌شناسی سیاست به احتمال زیاد بر عموم مردم تأثیر می‌گذارد زیرا می‌تواند بر سیاست دولت تأثیر بگذارد.

## وضع
در سال‌های اخیر، جامعه‌شناسی سیاست یک روش پژوهشی رایج برای تجزیه و تحلیل سیاست‌های آموزشی بوده‌است. گاهی به آن «جامعه‌شناسی سیاست انتقادی» نیز می‌گویند.